# Cyrtopholis gibbosa
Cyrtopholis gibbosa är en spindelart som beskrevs av Pelegrín Franganillo Balboa 1936. 
Cyrtopholis gibbosa ingår i släktet Cyrtopholis och familjen fågelspindlar. Artens utbredningsområde är Kuba. Inga underarter finns listade i Catalogue of Life.